# Paula Gunn Allen
Paula Gunn Allen (Cubero, 24 de outubro de 1939 – Fort Bragg, 29 de maio de 2008) foi uma poetisa, crítica literária, ativista, professora catedrática e romancista norte-americana. De ascendência mista europeia-americana, árabe-americana e nativa americana, ela se identificou com o povo de sua mãe, o Laguna Pueblo. Gunn Allen escreveu vários ensaios, histórias e poesias com temas nativos americanos e feministas, e duas biografias de mulheres nativas americanas. Ela editou quatro coleções de histórias tradicionais nativas americanas e textos contemporâneos.
Além de sua poesia e ficção, em 1986 ela publicou o livro The Sacred Hoop: Recovering the Feminine in American Indian Traditions, no qual ela postulou que os europeus haviam desvalorizado o papel das mulheres em seus relatos das culturas nativas americanas por causa de seus próprios preconceitos, já que eram de sociedades patriarcais.

## Biografia
Paula Marie Francis nasceu em 24 de outubro de 1939 em Cubero, Novo México, uma vila de concessão de terras hispano-mexicana na fronteira com a reserva Laguna Pueblo. De ascendência mista escocesa-americana, libanesa-americana e Laguna, Allen sempre se identificou mais intimamente com os Laguna, entre os quais passou parte de sua infância. Ela não estava matriculada em nenhuma nação nativa.
Ela foi uma dos cinco filhos de Ethel Gottlieb Francis, que veio do povo Keres Pueblo, e Elias Lee Francis II. Seu pai libanês-americano era dono de uma loja local, a Cubero Trading Company, e mais tarde trabalhou como vice-governador do Novo México de 1967 a 1970. Seus pais eram músicos, e seu irmão, Lee Francis, tornou-se poeta, contador de histórias e educador.
Allen foi primeiro para uma escola missionária e se formou em 1957 em um internato chamado "Irmãs da Caridade", localizado em Albuquerque. Ela começou a se interessar por escrever no ensino médio, depois de descobrir o trabalho de Gertrude Stein.
Ela frequentou brevemente o Colorado Women's College, depois recebeu um BA em Inglês em 1966 e um MFA em escrita criativa em 1968 pela Universidade de Oregon. Na Universidade de Oregon, ela estudou com o poeta Ralph Salisbury, que afirmava ser do povo étnico Cherokee e teria uma grande influência sobre Allen. Allen também credita a House Made of Dawn, de N. Scott Momaday, a restauração de seu senso de identidade nativa e o alívio de um episódio depressivo grave enquanto ela trabalhava em seu mestrado.
Em 1975, ela obteve um doutorado na Universidade do Novo México, onde trabalhou como professora e começou a pesquisar sobre religiões tribais. Como estudante na Universidade do Novo México, Allen procurou um professor de poesia, Robert Creeley, para obter conselhos poéticos. Ele a orientou para o trabalho de Charles Olson, Allen Ginsberg e Denise Levertov, que tiveram fortes influências em seu trabalho.
Na década de 1980, Allen foi bolsista do Instituto de Humanidades de Stanford, onde ajudou a coordenar um workshop semanal para mulheres.
Allen lecionou no Fort Lewis College, no Colorado, no College of San Mateo, na Universidade Estadual de San Diego, na Universidade Estadual de São Francisco, na Universidade do Novo México, em Albuquerque, na Universidade da Califórnia, em Berkeley, e na Universidade da Califórnia, em Los Angeles. Ela lecionou na UCLA de 1990 a 1999 como professora do departamento de inglês e do Centro de Estudos Indígenas Americanos da UCLA.

## Escritas antropológicas
Com base em suas próprias experiências e em seu estudo das culturas indígenas, Paula Gunn Allen escreveu The Sacred Hoop: Recovering the Feminine in American Indian Traditions (1986), publicado pela editora Beacon Press. O livro argumentava que a visão cultural dominante das sociedades nativas americanas é tendenciosa e que os exploradores e colonizadores europeus entendiam os povos nativos através da lente patriarcal. Gunn descreveu o papel central que as mulheres desempenhavam em muitas culturas nativas americanas, incluindo papéis de liderança política, que eram minimizados ou completamente ignorados por exploradores e acadêmicos de culturas europeias dominadas por homens. Allen apresentou o argumento de que a maioria dos nativos americanos na época do contato com os europeus eram matrifocais e igualitários, com apenas uma pequena porcentagem refletindo o padrão patriarcal europeu.
Os argumentos e pesquisas de Allen foram criticados por acadêmicos mais tradicionais, bem como pelo autor e crítico Gerald Vizenor, que a acusou de "uma simples reversão do essencialismo". O próprio Movimento Indígena Americano (em inglês: AIM) foi criticado pelas feministas por ser sexista. Apesar disso, o livro de Allen e o trabalho subsequente foram influentes nos estudos feministas e femininos, encorajando outras leituras feministas das culturas e literatura nativas americanas, tanto por feministas tradicionais, quanto em correntes relacionadas, como o feminismo indígena.

## Carreira literária
Allen é conhecida como romancista, poetisa e contista. Seu trabalho se baseou muito nos contos Pueblo da Avó Aranha e da Donzela do Milho. É conhecido por suas fortes conotações políticas. Os críticos notaram que Leslie Marmon Silko, também descendente de Laguna, também se baseia nesses contos tradicionais.
Seu romance, The Woman Who Owned The Shadows (1983), apresenta a mulher Ephanie Atencio, a filha mestiça de uma mãe mestiça que luta contra a exclusão social e a obliteração de si mesma.
Como poetisa, Allen publicou uma coletânea de mais de 30 anos de trabalho: Life Is a Fatal Disease: Collected Poems 1962-1995, considerada sua obra de maior sucesso. A obra de Allen é frequentemente categorizada como pertencente ao Renascimento Nativo Americano, mas o autor rejeita o rótulo.

## Prêmios e indicações
- 1967: Prêmio Julia Burgess de Poesia, Universidade de Oregon[20]
- 1978: Prêmio de Escrita Criativa, National Endowment for the Arts[20]
- 1984-1985: Bolsa de estudos, Fundação Ford[11]
- 1990: Prêmio Susan Koppelman, Associações de Cultura Popular e Americana
- 1990: Prêmio de Literatura Nativa Americana, Universidade da Califórnia, Santa Cruz[20]
- 1990: American Book Award, antes da Fundação Columbus
- 1991: Prêmio Vesta de Redação, Woman's Building[11]
- 1992: Prêmio de Literatura, Mulheres do Sul da Califórnia pela Compreensão
- 1999: Medalha Hubbell pelo conjunto da obra, Modern Language Association[21][22]
- 2001: Prêmio pelo conjunto da obra, Círculo de Escritores Nativos das Américas[11]
- 2007: Bolsa de Escrita, Prêmios Literários Lannan

## Vida pessoal
O pai de Allen, E. Lee Francis, era um libanês-americano e sua mãe, uma escocesa-americana de Laguna Pueblo. Uma das irmãs de Allen, Carol Lee Sanchez, era uma escritora de Laguna. Ela também era parente de Leslie Marmon Silko.
Allen teve dois casamentos diferentes e se divorciou nas duas vezes. De 1981 a 1986, ela viveu um relacionamento sério com a poetisa e autora americana Judy Grahn.
Dois dos filhos de Allen faleceram antes dela: Fuad Ali Allen e Eugene John Brown. O filho Fuad Ali Allen morreu em 1972 e seu outro filho Eugene John Brown morreu em 2001. Ela deixou dois filhos, Lauralee Brown e Suleiman Allen.

## Obras publicadas

### Romance
- 1983: The Woman Who Owned The Shadows (em inglês)

### Poesia
- 2010: America the Beautiful: The Final Poems of Paula Gunn Allen (em inglês)
- 1997: Life is a Fatal Disease: Collected Poems (em inglês)
- 1988: Skins and Bones: Poems 1979-1987 (em inglês)
- 1982: Shadow Country (em inglês)
- 1981: A Cannon Between My Knees (em inglês)
- 1981: Star Child: Poems (em inglês)
- 1978: Coyote's Daylight Trip (em inglês)
- 1974: Blind Lion Poems - The Blind Lion (em inglês)

### Acadêmica
- 1998: Off the Reservation: Reflections on Boundary-Busting Border-Crossing Loose Canons (em inglês)
- 1994: Womanwork: Bridges: Literature across Cultures McGraw–Hill (em inglês)
- 1991: Grandmothers of the Light: A Medicine Women's Sourcebook (em inglês)
- 1986: The Sacred Hoop: Recovering the Feminine in American Indian Traditions (em inglês)
- 1983: Studies in American Indian Literature: Critical Essays and Course Designs (em inglês)

### Biográfica
- 2004: Pocahontas: Medicine Woman, Spy, Entrepreneur, Diplomat (em inglês)
- 1996: As Long As the Rivers Flow: The Stories of Nine Native Americans (em inglês)

### Coletâneas e antologias editadas
- 2001: Hozho: Walking in Beauty: Short Stories by American Indian Writers (em inglês)
- 1996: Song of the Turtle: American Indian Literature, 1974-1994 (em inglês)
- 1994: Voice of the Turtle: American Indian Literature, 1900-1970 (em inglês)
- 1989: Spider Woman's Granddaughters: Traditional Tales and Contemporary Writing by Native American Women (em inglês)

### Contribuições para antologia
- 1997: The Serpent's Tongue: Prose, Poetry, and Art of the New Mexican Pueblos, ed. Nancy Wood (em inglês)
- 1988: Living the Spirit: A Gay American Indian Anthology, ed. Will Roscoe (em inglês)